# Serrat de Font Joana
El Serrat de Font Joana és una serra situada al municipi de Tona a la comarca d'Osona, amb una elevació màxima de 927 metres.